# Fomes
Fomes is een geslacht van meerjarige schimmels uit de familie Polyporaceae. Elk seizoen wordt er nieuwe groei aan de rand toegevoegd, wat resulteert in een neerwaartse verlenging van het hymenium. Dit resulteert vaak in een gezoneerd uiterlijk van het bovenoppervlak, dat wil zeggen gemarkeerd door concentrische kleurbanden.

## Kenmerken
De vruchtlichamen starten gewoonlijk consolevormig en worden in de loop der jaren door de groei van het hymenium hoefvormig. Ze hechten zonder steel rechtstreeks aan het substraat. Op de bovenzijde van de zwam ontstaan meestal concentrische groeiringen. Aan de onderkant van de hoed is het poriënoppervlak lichtbruin met kleine poriën en bruine buislagen. De taaie en vezelige context is lichtbruin. Fomes heeft een trimitisch hyfensysteem, dat generatieve, skelethyfen en bindhyfen bevat. De generatieve hyfen hebben gespen, terwijl bindende en skelethyfen een bleekbruin pigment hebben dat verschijnt wanneer ze in een oplossing van KOH worden gedaan. De basidia (sporendragende cellen) zijn knotsvormig met een basale gesp en hebben vier sterigmata. De sporen zijn cilindrisch, groot, hyaliene en glad, en reageren niet op Melzers reagens.

## Naam
De geslachtsnaam Fomes is Latijn voor 'tondel' en verwijst naar het oude gebruik om van de taaie vezels van de echte tonderzwam (Fomes fomentarius) langzaam brandend tondel te vervaardigen.

## Taxonomie
Fomes werd voor het eerst geïntroduceerd door Elias Magnus Fries als een onderklasse van Polyporus in zijn werk Genera Hymenomycetum uit 1836. Hij promoveerde het tot een geslacht in 1849.

## Soorten
Het geslacht telt in totaal 49 soorten (peildatum februari 2023):
| Soortnaam                            | Auteur(s)                      | Publicatiejaar |
| ------------------------------------ | ------------------------------ | -------------- |
| Fomes abramsianus                    | (Murrill) Murrill              | 1915           |
| Fomes ajazii                         | S.M. Hussain                   | 1952           |
| Fomes albescens                      | (Lázaro Ibiza) Sacc. & Trotter | 1925           |
| Fomes albogriseus                    | Peck                           | 1903           |
| Fomes albotextus                     | Lloyd                          | 1924           |
| Fomes angulus                        | Lloyd                          | 1913           |
| Fomes arctostaphyli                  | Long                           | 1917           |
| Fomes auriscalpioides                | Henn.                          | 1904           |
| Fomes bomfimensis                    | Henn.                          | 1904           |
| Fomes borealis                       | Lloyd                          | 1915           |
| Fomes borneoensis                    | (Lloyd) S. Ahmad               | 1956           |
| Fomes bossardii                      | Lucien                         | 1923           |
| Fomes chaquensis                     | Iaconis & J.E. Wright          | 1953           |
| Fomes clelandii                      | Lloyd                          | 1915           |
| Fomes extensus                       | (Lév.) Cooke                   | 1885           |
| Fomes fasciatus                      | (Sw.) Cooke                    | 1885           |
| Fomes ferrugineobrunneus             | Cout.                          | 1925           |
| Fomes fomentarius (Echte tonderzwam) | (L.) Fr.                       | 1849           |
| Fomes fulvellus                      | (Bres.) Sacc.                  | 1891           |
| Fomes fulvus                         | (Scop.) Gillet                 | 1878           |
| Fomes goethartii                     | Bres.                          | 1910           |
| Fomes griseus                        | Lázaro Ibiza                   | 1916           |
| Fomes haeuslerianus                  | Henn.                          | 1896           |
| Fomes halconensis                    | (Bres.) Lloyd                  | 1915           |
| Fomes idahoensis                     | R.W. Br.                       | 1940           |
| Fomes imitator                       | Petch                          | 1922           |
| Fomes longinquus                     | Lloyd                          | 1925           |
| Fomes lukinsii                       | N. Walters                     | 1962           |
| Fomes meliae                         | (Underw.) Murrill              | 1903           |
| Fomes minimus                        | N. Walters                     | 1962           |
| Fomes mirabilis                      | C.B. Ussher                    | 1911           |
| Fomes nigrescens                     | Lloyd                          | 1915           |
| Fomes nigriporus                     | Lázaro Ibiza                   | 1916           |
| Fomes nigrolaccatus                  | (Cooke) Sacc.                  | 1888           |
| Fomes niveus                         | (Lázaro Ibiza) Sacc. & Trotter | 1925           |
| Fomes noscius                        | Corner                         | 1932           |
| Fomes obesus                         | (Pat.) Sacc. & Trotter         | 1912           |
| Fomes ostricolor                     | Lloyd                          | 1915           |
| Fomes pachyderma                     | Bres.                          | 1912           |
| Fomes perelegans                     | Rick                           | 1960           |
| Fomes pini-canadensis                | (Schwein.) Cooke               | 1885           |
| Fomes praerimosus                    | (Murrill) Sacc. & D. Sacc.     | 1905           |
| Fomes pseudoconchatus                | Henn.                          | 1908           |
| Fomes pseudosenex                    | (Murrill) Sacc. & Trotter      | 1912           |
| Fomes pusilla                        | Lloyd                          | 1915           |
| Fomes subendothejus                  | Bres.                          | 1910           |
| Fomes subzonatus                     | (Lázaro Ibiza) Sacc. & Trotter | 1925           |
| Fomes unciatus                       | Bres.                          | 1922           |
| Fomes uncinatus                      | Bres.                          | 1922           |